# Pilotska kabina
Pilotska kabina, tudi kokpit (angl. cockpit), je prostor navadno v sprednjem delu letala, v katerem pilot upravlja letalo. Vsebuje, kar letalo potrebuje za delovanje: krmila za vodenje letala, prikazovalnike in inštrumente, avtopilot, računalnik in druge sisteme. Po napadih 11. septembra 2001 so večino potniških pilotskih kabin zaščitili pred ugrabitelji. Okna pilotskih kabin so zavarovana pred vremenski pojavi in udarci ptic. Vse do časa druge svetovne vojne so obstajali odprte pilotske kabine.

## Galerija
- An-124 kokpit
- Saab 2000 kokpit
- Kokpit športnega letala Robin DR400
- Vickers VC10 kokpit
- Hawker Siddeley Trident